# Synegia wehrlii
Synegia wehrlii är en fjärilsart som beskrevs av Felix Bryk 1942. Synegia wehrlii ingår i släktet Synegia och familjen mätare. Inga underarter finns listade i Catalogue of Life.